# Кепріору
Кепріору (рум. Căprioru) — село у повіті Димбовіца в Румунії. Входить до складу комуни Тетерань.
Село розташоване на відстані 88 км на північний захід від Бухареста, 15 км на північний захід від Тирговіште, 137 км на північний схід від Крайови, 79 км на південь від Брашова.

## Населення
За даними перепису населення 2002 року у селі проживали 1915 осіб, з них 1914 осіб (99,9%) румунів. Рідною мовою 1914 осіб (99,9%) назвали румунську.